# Kathleen Cools
Kathleen Cools (Deurne, 31 oktober 1963) is een Vlaamse journaliste. Ze studeerde filosofie in Antwerpen en in Leuven.

## Carrière
Haar carrière in de media begon in 1989 bij de jongerenradiozender Studio Brussel. Daar was ze redactrice en nieuwslezeres. In 1996 werd ze journaliste bij de radionieuwsdienst van de VRT. Ze specialiseerde zich in Europees en Wetstraat-nieuws.
In 2004 stapte ze over naar de televisieredactie, waar ze de fakkel van Annemie Nijs overnam als presentatrice van Villa Politica, het politieke magazine van Canvas. Ze presenteerde samen met Tim Pauwels het praatprogramma Morgen Beter. Ze verzorgde ook, samen met Lieven Verstraete en Tim Pauwels, de uitzendingen van Terzake op Canvas. Eerst in duo, na een hervorming van het programma alleen.
Op 6 januari 2014 ruilde ze Terzake in voor Reyers laat, dat ze afwisselend presenteerde met Lieven Van Gils. In augustus 2015 ging ze weer aan de slag als presentatrice van Terzake. Vanaf het najaar van 2025 neemt ze ook de presentatie van De zevende dag op zich, afwisselend met Michaël Van Droogenbroeck. Voorheen was ze al meermaals gastpresentatrice van het programma.

## Personalia
Kathleen Cools is gehuwd met Wim Lemmens, hoogleraar ethiek en moderne wijsbegeerte aan de Universiteit Antwerpen.
- Gemeinsame Normdatei: 143286080
- International Standard Name Identifier: 0000 0001 1367 9348
- Nederlandse Thesaurus van Auteursnamen: 339369450
- Système universitaire de documentation: 171847083
- Virtual International Authority File: 166132485
- WorldCat: E39PBJqBpbXbyhX7Bmf8ptmrv3